# چاتکا
چاتکا (به مجاری:  Csatka) یک شهرداری در مجارستان است که در ناحیه کیشبر واقع شده‌است. چاتکا ۱۷٫۷۷ کیلومتر مربع مساحت و ۳۰۲ نفر جمعیت دارد.